# Heteromyinae
Souris épineuses à poches
Pour les articles homonymes, voir Souris épineuse, Souris et Souris (homonymie).
Sous-famille
Les Heteromyinae forment une sous-famille de mammifères rongeurs de la famille des Heteromyidae qui regroupe les souris kangourou d'Amérique. Ce sont des souris épineuses à poches, c'est-à-dire à larges abajoues.
Cette sous-famille a été décrite pour la première fois en 1868 par le zoologiste britannique John Edward Gray (1800-1875).

## Liste des genres
Selon ITIS (2 juin 2016), Mammal Species of the World (version 3, 2005)  (2 juin 2016), NCBI (2 juin 2016) :
- genre Heteromys Desmarest, 1817
- genre Liomys Merriam, 1902

### Liste des genres, sous-genres et espèces
Selon Mammal Species of the World (version 3, 2005)  (2 juin 2016), cette sous-famille comprend deux genres actuels :
- genre Heteromys
  - Heteromys oresterus
  - sous-genre Heteromys (Heteromys)
    - Heteromys anomalus
    - Heteromys australis
    - Heteromys desmarestianus
    - Heteromys gaumeri
    - Heteromys oasicus
    - Heteromys teleus

  - sous-genre Heteromys (Xylomys)
    - Heteromys nelsoni
- genre Liomys
  - Liomys adspersus
  - Liomys irroratus - Souris épineuse à poches du Mexique
  - Liomys pictus
  - Liomys salvini
  - Liomys spectabilis